# Sauli Rytky
Sauli Rytky (ur. 6 czerwca 1918 w Haapavesi, zm. 28 stycznia 2006 tamże) – fiński biegacz narciarski, srebrny medalista olimpijski.

## Kariera
Igrzyska olimpijskie w Sankt Moritz w 1948 roku były pierwszymi i zarazem ostatnimi w jego karierze. Wspólnie z Augustem Kiuru, Laurim Silvennoinenem i Teuvo Laukkanenem wywalczył srebrny medal w sztafecie 4 × 10 km. Na tych samych igrzyskach zajął także szóste miejsce w biegu na 18 km techniką klasyczną
W 1938 roku wystartował na mistrzostwach świata w Lahti, gdzie zajął 48. miejsce w biegu na 18 km techniką klasyczną. Na tym samym dystansie został mistrzem Finlandii w 1944 roku. W 1945 roku wygrał bieg na 18 km w szwedzkim Boden.

## Osiągnięcia

### Igrzyska olimpijskie
| Miejsce | Dzień       | Rok  | Miejscowość  | Konkurencja             | Czas biegu | Strata    | Zwycięzca        |
| ------- | ----------- | ---- | ------------ | ----------------------- | ---------- | --------- | ---------------- |
| 6.      | 31 stycznia | 1948 | Sankt Moritz | 18 km stylem klasycznym | 1:13:50 h  | +4:20 min | Martin Lundström |
| 2.      | 3 lutego    | 1948 | Sankt Moritz | Sztafeta 4 × 10 km      | 2:32:08 h  | +8:58 min | Szwecja          |

### Mistrzostwa świata
| Miejsce | Dzień     | Rok  | Miejscowość | Konkurencja             | Czas biegu | Strata | Zwycięzca      |
| ------- | --------- | ---- | ----------- | ----------------------- | ---------- | ------ | -------------- |
| 48.     | 25 lutego | 1938 | Lahti       | 18 km stylem klasycznym | 1:09:37 h  | ?      | Pauli Pitkänen |